# Jörg Nobis

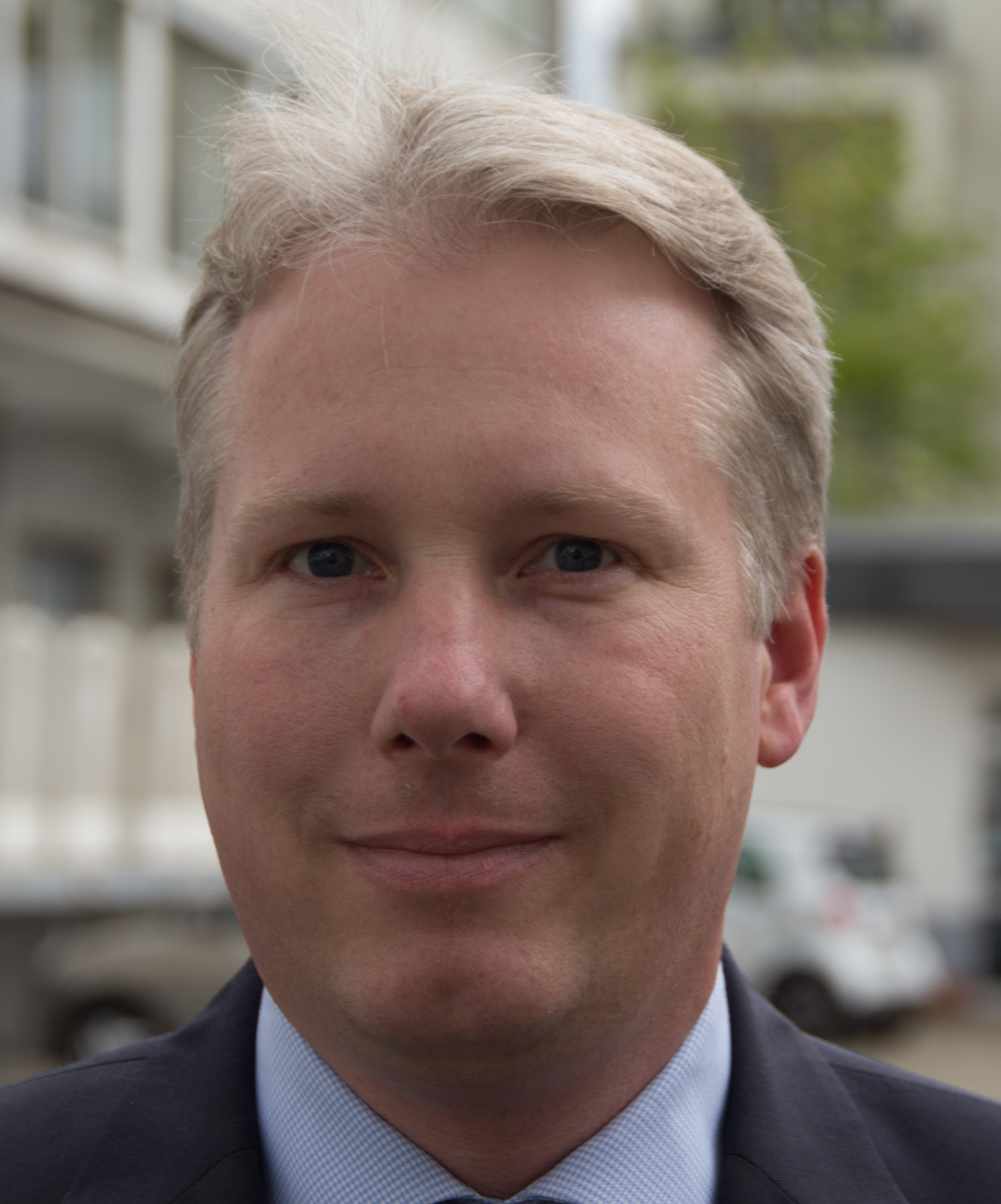
Jörg Nobis (2017)

Jörg Nobis (* 9. September 1975 in Recklinghausen) ist ein deutscher Politiker (AfD). Er war von März 2016 bis Juli 2017 einer von zwei Landesvorsitzenden der AfD Schleswig-Holstein. Bei der Landtagswahl 2017 zog er als Spitzenkandidat seiner Partei in den Landtag ein, dem er bis 2022 angehörte. Er war von 2017 bis 2020 Fraktionsvorsitzender seiner Fraktion.

## Leben
Jörg Nobis legte 1995 am Leibniz-Gymnasium in Gelsenkirchen-Buer das Abitur ab und absolvierte danach eine Berufsausbildung zum Schiffsmechaniker. Von 1997 bis 1999 studierte er Schiffsbetrieb in Hamburg bis zum Vordiplom. Anschließend belegte er an der Hochschule Wismar die Studiengänge Schiffsbetriebstechnik und Nautik/Seeverkehr, die er beide 2002 mit dem akademischen Grad Diplom-Ingenieur (FH) abschloss. Von 2002 bis 2007 war er als Nautischer Offizier tätig, auch erwarb er in diesem Zeitraum das Kapitänspatent.
Danach arbeitete er als Nautical Fleet Manager für eine Hamburger Reederei. Seit 2008 ist er als nautisch-technischer Sachverständiger tätig und seit 2011 als geschäftsführender Gesellschafter.
Jörg Nobis ist seit Sommer 2007 verheiratet und Vater zweier Söhne. Er wohnt mit seiner Familie in Kaltenkirchen im Kreis Segeberg.

## Politik
Nobis trat im März 2013 in die Alternative für Deutschland ein. Im September 2013 trat er für die Alternative für Deutschland in der Bundestagswahl 2013 als Direktkandidat für den Wahlkreis Segeberg Stormarn-Mitte an. Von Juni 2013 bis März 2017 war Nobis Vorsitzender des AfD-Kreisverbands Segeberg. Am 16. April 2016 wurde er zusammen mit Bruno Hollnagel als gleichberechtigte Doppelspitze zum Vorsitzenden der AfD Schleswig-Holstein gewählt. Im Oktober 2016 wurde er auf dem Landesparteitag in Henstedt-Ulzburg zum Spitzenkandidaten für die Landtagswahl gewählt. Er zog über die Landesliste in den Landtag und wurde von der Fraktion zum Fraktionsvorsitzenden gewählt. Auf dem Landesparteitag am 8. Juli 2017 verlor er die Wahl zum Landessprecher der AfD Schleswig-Holstein gegen Doris von Sayn-Wittgenstein und ist seitdem nicht mehr im Landesvorstand vertreten. Durch den Austritt von Frank Brodehl am 25. September 2020 aus der Landtagsfraktion verlor diese den Fraktionsstatus. Nobis war seitdem auch nicht mehr Fraktionsvorsitzender. Bei der Landtagswahl 2022 trat er erneut als Spitzenkandidat seiner Partei an, die an der Fünfprozenthürde scheiterte und damit erstmals in ihrer Parteigeschichte wieder aus einem Landesparlament ausschied.